# Hamengkubuwono X
Sri Sultan Hamengkubuwono X (Yogyakarta, 2 april 1946) is de regerende sultan van Yogyakarta uit het Huis Kartasura, de vroegere heersers van Mataram. De sultan van Yogyakarta is in het huidige republikeinse Indonesië nog steeds een man met veel aanzien. Hij resideert in het kraton Ngayogyakarta Hadiningrat.
Op 7 maart 1989 werd hij geïnstalleerd als sultan van Yogyakarta. Op dat moment was Paku Alam VIII gouverneur van Yogyakarta. Men verwachtte dat de nieuwe sultan nu als nieuwe gouverneur zou worden aangesteld, maar president Soeharto wilde vasthouden aan Paku Alam VIII. Toen deze op 11 september 1998 overleed en werd opgevolgd door zijn zoon, Paku Alam IX, was verwacht dat op dat moment Hamengkubuwono X tot gouverneur benoemd zou worden. Dat gebeurde tot grote ontevredenheid bij de bevolking van de provincie Yogyakarta echter niet. Pas op 30 augustus 2012 werd Hamengkubuwono X na lang onderhandelen met de regering in Jakarta dankzij een besluit van het nationale Indonesische parlement gouverneur van Yogyakarta. De onvrede had er ook mee te maken dat de Paku Alam als niet onkreukbaar gold en de sultans, vader en zoon, wel.
Hamengkubuwono X is, mede onder invloed van zijn gemalin Hemas, gematigd progressief. Hij besloot om anders dan zijn voorvaderen naast zijn eerste vrouw geen andere vrouw te trouwen. Hij kreeg bij deze vrouw vijf dochters, geen zonen. Op 5 mei 2015 wees hij zijn oudste dochter Pembayun, getrouwd met Wironegoro, aan tot zijn opvolgster. Sindsdien heet zij prinses Mangkubumi. Zij is de eerste vrouw die deze naam draagt. Dit alles tot ontsteltenis van zijn mannelijke familieleden, want officieel is een vrouwelijke opvolger nog niet mogelijk in het islamitisch sultanaat.